# 蒙塞尔格
蒙塞尔格（法語：Montselgues，法語發音：[mɔ̃sɛlɡ]）是法国阿尔代什省的一个市镇，属于拉让蒂耶尔区。

## 地理
蒙塞尔格（44°31'24"N, 4°0'18"E）面积35.87 平方千米，位于法国奥弗涅-罗讷-阿尔卑斯大区阿尔代什省，该省份为法国东南部内陆省份，北起顺时针与卢瓦尔省、伊泽尔省、德龙省、沃克吕兹省、加尔省、洛泽尔省和上盧瓦爾省接壤。
与蒙塞尔格接壤的市镇（或旧市镇、城区）包括：博尔讷、蒂讷河畔马拉尔斯、萨布利耶尔、圣玛格丽特-拉菲热尔、皮耶德博尔讷、普雷旺谢尔、圣洛朗莱班-拉瓦勒多雷勒。

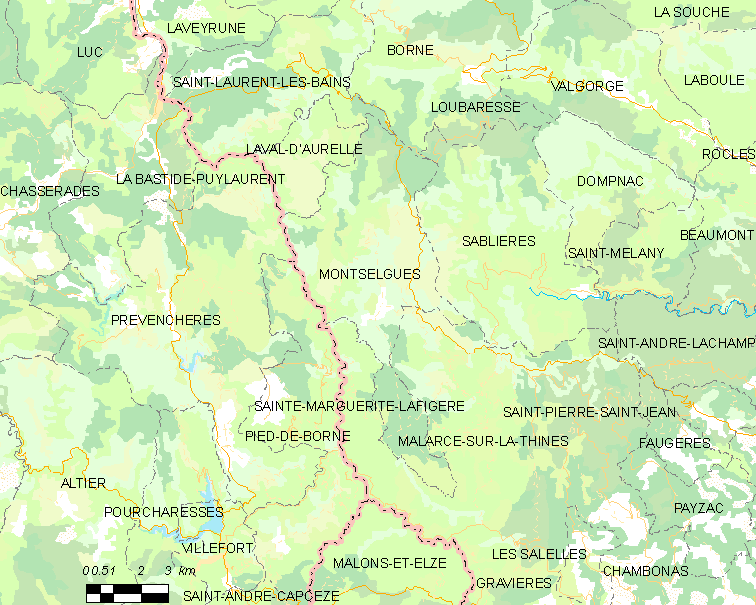
蒙塞尔格的OSM定位图

蒙塞尔格的时区为UTC+01:00、UTC+02:00（夏令时）。

## 行政
蒙塞尔格的邮政编码为07140，INSEE市镇编码为07163。

## 政治
蒙塞尔格所属的省级选区为阿尔代什塞文县。

## 人口

1962-2008年间蒙塞尔格人口变化图示

蒙塞尔格于2022年1月1日时的人口数量为86人。